# La Grande-Motte
La Grande-Motte – miejscowość i gmina we Francji, w regionie Oksytania, w departamencie Hérault.
Według danych na rok 2007 gminę zamieszkiwało 8246 osób, a gęstość zaludnienia wynosiła 779 osoby/km² (wśród 1545 gmin Langwedocji-Roussillon La Grande-Motte plasuje się na 60. miejscu pod względem liczby ludności, natomiast pod względem powierzchni na miejscu 721.).